# Corethrella shannoni
Corethrella shannoni är en tvåvingeart som beskrevs av John Lane 1939. Corethrella shannoni ingår i släktet Corethrella och familjen Corethrellidae. Inga underarter finns listade i Catalogue of Life.